# Laura Cutina
Laura Cutina, née le 13 septembre 1968 à Bucarest, est une gymnaste artistique roumaine.

## Palmarès

### Jeux olympiques
- Los Angeles 1984
  -  médaille d'or au concours par équipes

### Championnats du monde
- Budapest 1983
  -  médaille d'argent au concours par équipes avec Lavinia Agache, Mirela Barbălată, Simona Renciu, Mihaela Stanulet et Ecaterina Szabo
- Montréal 1985
  -  médaille d'argent au concours par équipes